# 칸국
칸국(Khanate) 또는 카간국(Khaganate)은 튀르크-몽골 문화권에서 유래한 단어로 칸 또는 카간에 의해 통치되는 정치적 독립체를 말한다. 이 형태의 국가들은 대개 중앙아시아, 만주, 유라시아 지역에서부터 발흥했으며 서방 국가들과 비교했을 때 군장국가에서부터 왕국, 제국 등 그 규모와 격이 다양했다.

## 용어
과거에는 왕국, 제국에서 사용하던 왕, 황제라는 뜻인 칸은 한(汗)이라는 발음도 병용되어 한국(汗國)이라는 용어도 사용된 적이 있었다. 실제로 튀르크와 몽골 문화권에서는 발음이 '한'과 '칸'으로 둘 다 병용되어서 대한민국에서는 '칸국'과 '한국' 두 단어를 모두 표기한다.

## 몽골 이전
- 유연
- 돌궐
  - 서돌궐
  - 동돌궐
    - 후돌궐
      - 돌기스
- 아바르
- 설연타
- 대불가르
  - 볼가강 불가리아
  - 불가리아 제국[1]
- 하자르
- 위구르 카간국
- 타타르 연맹
- 카를룩
- 오구즈
- 루스 카간국
- 예니세이 키르기스
- 카라한 칸국
- 페체네그
- 키멕-킵차크 연합
- 카묵 몽골
- 쿠만
- 메르키트 연맹
- 케레이트
- 나이만

## 사한국
- 몽골 제국
  - 오고타이 칸국
  - 차가타이 칸국
  - 킵차크 칸국
  - 일 칸국
  - 원

## 몽골 이후

### 차가타이계
- 모굴리스탄 칸국
- 카라델 칸국
- 쿠물 칸국

### 킵차크계
- 우즈베크 칸국
- 카잔 칸국
- 크림 칸국
- 노가이 칸국
- 카심 칸국
- 카자흐 칸국
- 아스트라한 칸국
- 시비리 칸국
- 부하라 칸국
- 코칸드 칸국

### 몽골계
- 북원

### 오이라트계
- 오이라트 4부족 연맹
- 칼미크 칸국
- 코슈트 칸국

### 여진계
- 후금

## 같이 보기
- 군주
  - 베크칸 (Bek Khan)
- 건물
  - 오르도
- 나라
  - 루스 카간국
  - 사파비 왕조
  - 아프샤르 왕조
  - 티무르 왕조 (Timurid dynasty)
- 정부 형태
  - 아랍 제국
  - 토후국